# Juan René Serrano
Juan René Serrano Gutiérrez (* 23. Februar 1984 in Guadalajara) ist ein mexikanischer Bogenschütze.
Serrano begann als 14-Jähriger mit dem Bogenschießen. Bereits ein Jahr später wurde er 1999 Mitglied der mexikanischen Nationalmannschaft. Er gewann eine Reihe von nationalen und internationalen Turnieren. Bei den Olympischen Sommerspielen 2004 schied er im Einzelwettbewerb schied er in der zweiten Runde gegen den späteren Olympiasieger Marco Galiazzo mit einem Punkt Unterschied aus. Mit der mexikanischen Mannschaft erreichte er im Teamwettbewerb Rang 12.
2006 gewann er bei der Panamerikanischen Meisterschaft in Rio de Janeiro die Silbermedaille und wurde im November 2007 Zweiter beim Weltcupfinale in Dubai. Nachdem er die in Leipzig ausgetragene Weltmeisterschaft 2007 nur auf Rang 70 beendet hatte, sicherte er sich mit seinem Sieg beim panamerikanischen Qualifikationsturnier die Teilnahme an den Olympischen Sommerspielen 2008 in Peking. Dort beendete er im Einzel die Vorrunde auf Platz 1 und drang in der Finalrunde bis ins Halbfinale vor, unterlag dann aber dem Südkoreaner Park Kyung-mo. Im Kampf um die Bronzemedaille hatte er gegen den Russen Bair Badjonow das Nachsehen.

## Sportliche Erfolge
| 2004 24. Platz, Grand Prix, Rovereto 2. Platz, Grand Prix Mexicano 20. Platz, Olympische Sommerspiele, Athen 2006 2. Platz, Panamerikanische Meisterschaft | 2007 3. Platz, Weltcup, Antalya 2. Platz, Weltcupfinale, Dubai 9. Platz, Panamerikanische Spiele, Rio de Janeiro 4. Platz, Weltcup, Dover | 2008 2. Platz, Grand Prix Mexicano 8. Platz, Weltcup, Santo Domingo 22. Platz, Weltcup, Poreč 4. Platz, Olympische Sommerspiele, Peking |